# Republikanische Volkspartei (Ägypten)
The Republikanische Volkspartei (Ägyptisch-Arabisch حزب الشعب الجمهورى DMG Ḥizb aš-Šaʿb al-Ǧumhūrī) ist eine – nach eigener Aussage – liberale Partei, die jedoch überwiegend aus ehemaligen Regierungsministern Ägyptens besteht. Sie wurde 1992 gegründet. Das Parteilogo ist eine Pyramide.
Die Volkspartei unterstützte bei den Präsidentschaftswahlen 2012 – der ersten demokratischen Präsidentschaftswahl in der gesamten Geschichte Ägyptens – den Präsidentschaftskandidaten Amr Mussa, welcher der ehemalige Vorsitzende der Arabischen Liga war. Das Parteimitglied Hazem Omar dementierte Gerüchte, dass die Partei aus Überbleibseln des ehemaligen Mubarak-Regimes (felul) besteht.
Bei der von der Opposition überwiegend boykottierten Parlamentswahl 2015 trat die Partei als Teil der sogenannten Ägyptischen Front an, zu der auch die Ägyptische Patriotische Bewegung und die einst oppositionelle el-Ghad-Partei gehörten. Die Republikanische Volkspartei erhielt in der ersten Runde 198.822 Stimmen und sicherte sich 11 Sitze. Sie hatte insgesamt 42 Kandidaten und 146 Stichwahl-Kandidaten aufgestellt. Insgesamt erhielt die Partei 13 Sitze im Repräsentantenhaus.